# Regimiento de Pardos y Morenos

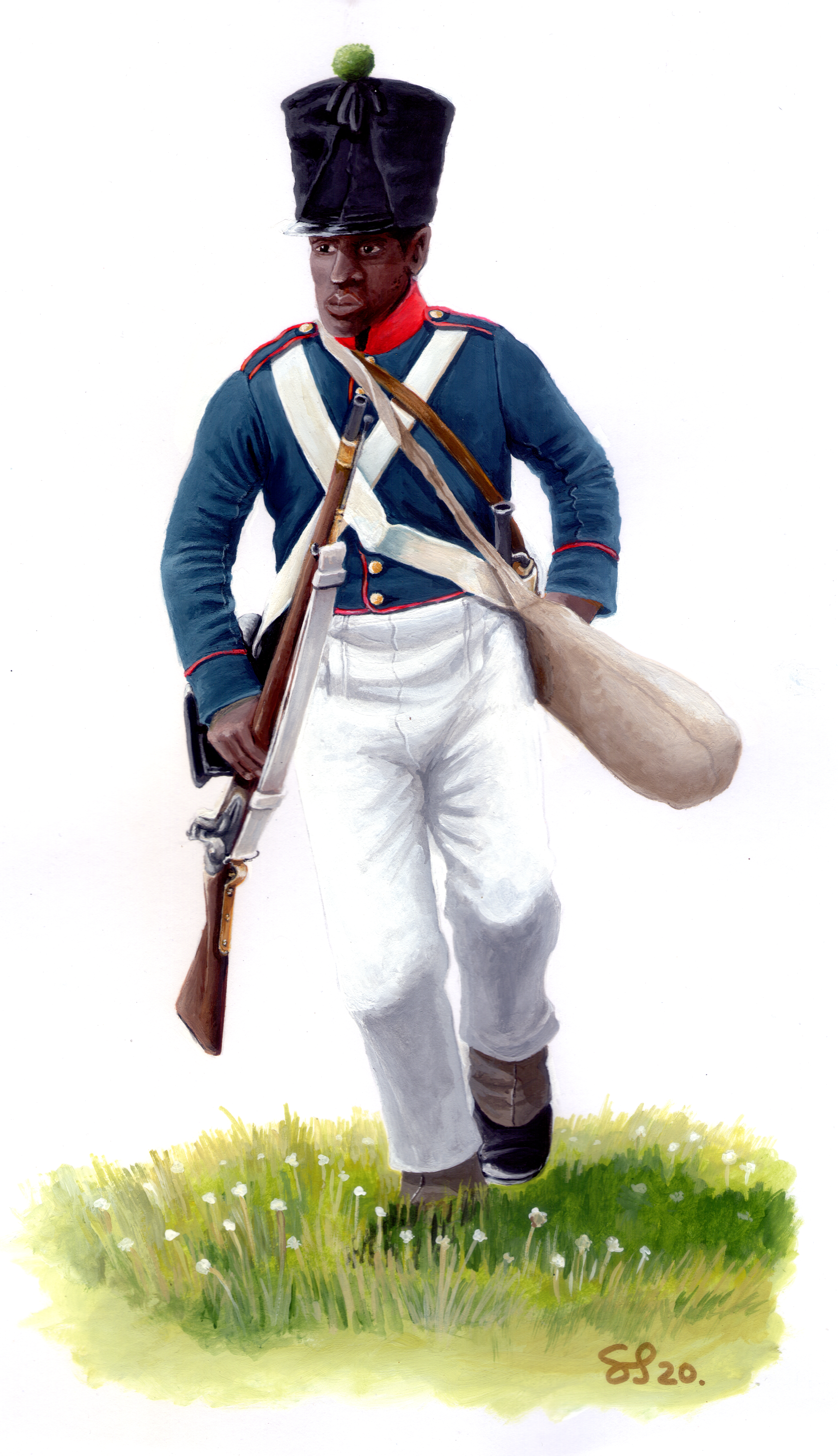
Regimiento 6 de Pardos, Ejército del Norte. Ilustración de Gabriel Popolizio

El Regimiento de Pardos y Morenos fue una unidad militar de las Provincias Unidas del Río de la Plata que participó en la mayoría de las campañas militares de la Guerra de la Independencia Argentina hasta su disolución en 1816 a causa de la Batalla de Viluma. Estaba compuesto por soldados de las castas de mulatos libres y negros libertos.

## Revolución de Mayo
Inmediatamente después de la Revolución de Mayo, el 29 de mayo de 1810 la Primera Junta de Gobierno de las nacientes Provincias Unidas del Río de la Plata organizó por decreto las unidades militares de Buenos Aires, elevando a regimientos veteranos de 1.116 plazas a los batallones de milicias urbanas de infantería a sueldo existentes. El Batallón de Castas su también elevado a Regimiento de Castas, pero mantuvo su condición miliciana.
El 8 de junio de 1810, la Junta dispuso por decreto que las compañías de naturales indígenas que integraban el Batallón de Castas se integrasen a los regimientos N° 2 Patricios y N° 6 Arribeños, bajo sus mismos oficiales, por lo que el Regimiento de Castas pasó a ser conocido como Regimiento de Pardos y Morenos. El 19 de junio de 1810 la Junta otorgó el despacho de teniente coronel del regimiento a Martín Galain y de sargento mayor a Miguel Estanislao Soler.
Un decreto del 10 de febrero de 1811 renombró la unidad a Regimiento de Pardos y Morenos Patricios de Buenos Aires y otro decreto, del 4 de octubre de 1811, le otorgó la categoría de fuerza veterana.

## Primera expedición al Alto Perú

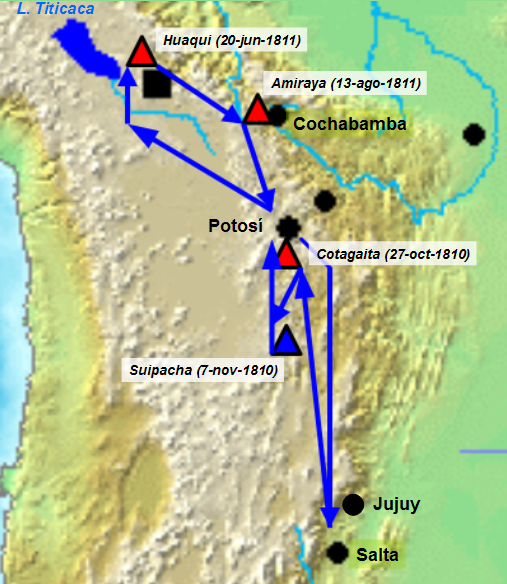
Mapa de la primera campaña al Alto Perú (1810-1811). Los triángulos señalan las batallas; rojos para las victorias realistas (Cotagaita, Huaqui y Amiraya) y azules para las victorias independentistas (Suipacha)

El 14 de junio la Junta ordenó al vocal Juan José Castelli que reuniera tropas para efectivizar la expedición militar a las provincias del interior del virreinato, cumpliendo así el acta del Cabildo de Buenos Aires del 25 de mayo, formándose un ejército de 1.150 hombres. Integraron la expedición 2 compañías del Regimiento de Pardos y Morenos. Este ejército fue conocido en su época como Ejército del Perú o Ejército Auxiliador de las Provincias Interiores, pero actualmente es más conocido como Ejército del Norte. Las 2 compañías castas avanzaron con el ejército por el norte argentino y el Alto Perú hasta el límite con el Virreinato del Perú, en donde participaron el 20 de junio de 1811 en la Batalla de Huaqui:

Los oficiales de las comps. de Pardos y Morenos Patricios de esa Capital, no solo se han desempeñado en la acción con el honor qe. siempre han acostumbrado en iguales casos, sino qe. despues han dado las mas completas pruevas de su constancia en las adversidades, de su subordinacion de su amor al Servicio, y del interés que tienen en demostrar el anhelo con que desean ser utiles á su Patria. Yo no puedo dexar de recomendar á V.E. en obsequio de la Justicia, y retribucion de la gratitud qe. me merecen.
Carta a la Junta, de Antonio González Balcarce, 31 de julio de 1811.

Luego de la derrota de Huaqui las compañías de pardos y morenos retrocedieron con el ejército hasta Jujuy, en donde éste fue reoganizado por el nuevo comandante Manuel Belgrano en 1812.

## Expedición al Paraguay
El 23 de septiembre de 1810 se reunió en el campamento de San Nicolás de los Arroyos una fuerza de 200 hombres de 5 compañías de infantería de la guarnición de Buenos Aires entre las que se hallaba una pardos; esta fuerza fue el núcleo de la Expedición de Belgrano al Paraguay.
Durante el avance por la Mesopotamia argentina la Compañía de Pardos viajaba en la 2° División, bandera azul. Luego de cruzar el río Paraná en las Misiones, la compañía marchó en la división de vanguardia participando en la Batalla de Paraguarí el 19 de enero de 1811 y en Batalla de Tacuarí el 9 de marzo de 1811. Luego de esta derrota, Belgrano repasó el río Paraná estableciendo su cuartel general en Candelaria, donde el 21 de marzo de 1811 dio un estado detallado de sus fuerzas, teniendo la Compañía de Pardos un capitán, un teniente, 3 cabos y 33 soldados. 

## Primera Campaña en la Banda Oriental

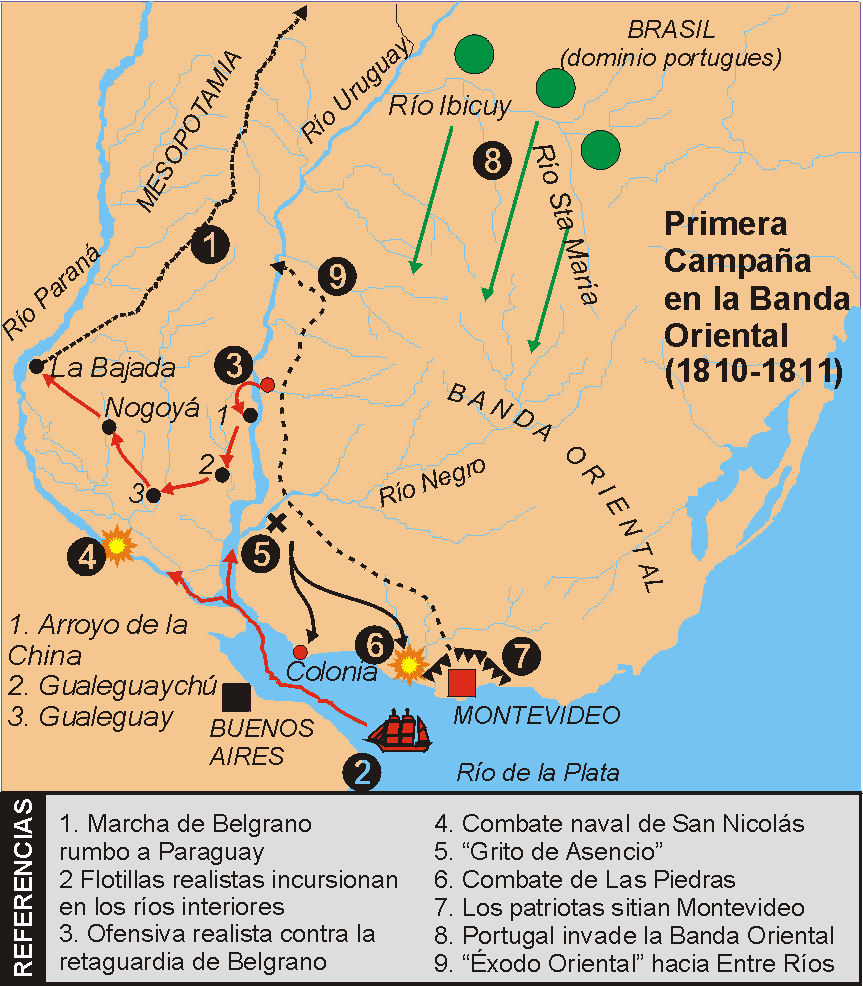

En febrero de 1811, 441 soldados pardos y morenos enviados desde Buenos Aires a las órdenes del teniente coronel Martín Galain, jefe el Regimiento de Pardos y Morenos, se situaron en Entre Ríos, en la margen occidental del río Uruguay, con la misión de proteger la retirada de Belgrano desde el Paraguay y conmover a la Banda Oriental. Esas fuerzas se hallaban en Santa Fe el 9 de enero de 1811.
El 28 de febrero de 1811 los criollos de la Banda Oriental se insurreccionaron contra el virrey, hecho conocido como Grito de Asencio. Belgrano ordenó a Galain que cruzara el río Uruguay y se posesionara de Mercedes y Santo Domingo Soriano, que se habían pronunciado por la Junta, por lo que éste envió a Soler con 50 soldados pardos y morenos a situarse en esa villa. Una escuadrilla realista al mando de Juan Ángel Michelena ingresó en el río Negro con 800 soldados e intimó la rendición a Soler. El 4 de abril de 1811 se produjo el Combate de Soriano, que culminó con el triunfo de Soler. 
El ejército revolucionario al mando de Belgrano que regresaba de la Intendencia del Paraguay y las Misiones atravesó la Mesopotamia y cruzó en Entre Ríos el río Uruguay hacia la Banda Oriental, en donde en abril de 1811 estableció su cuartel general en Mercedes: Allí las tropas de Belgrano se reunieron con las milicias orientales y las fuerzas comandadas por Rondeau.
El ejército avanzó hacia Montevideo y en la Segunda División comandada por el teniente coronel Agustín Sosa iban 450 hombres del Regimiento de Pardos y Morenos. A fines de abril Belgrano fue reemplazado por Rondeau. Tras el triunfo de José Artigas en la Batalla de Las Piedras, se inició el Primer Sitio de Montevideo el 21 de mayo de 1811, llegando Rondeau con el grueso de las tropas el 1 de junio (incluso los pardos y morenos). El 15 de julio de 1811 algunos soldados del regimiento participaron como voluntarios en el Asalto de la Isla de las Ratas.
Producida la invasión portuguesa de julio de 1811, el 12 de octubre se levantó el sitio a Montevideo y el 21 de octubre se firmó un armisticio con el virrey Francisco Javier de Elío. Cumpliendo lo pactado, las tropas porteñas evacuaron suelo oriental en diciembre de ese año y regresaron a Buenos Aires, mientras que otras fuerzas cruzaron el río Uruguay, acampando en Entre Ríos, lo mismo que gran parte del pueblo que realizó el Éxodo oriental.

## Segunda Campaña en la Banda Oriental
Al no haberse retirado los portugueses de la Banda Oriental, y reiniciado las hostilidades con los realistas de Montevideo, en abril de 1812 el Primer Triunvirato exigió el inmediato retiro portugués bajo amenaza de guerra. El Triunvirato envió a Artigas 20.000 pesos conducidos por Ventura Vázquez y el Regimiento N° 6 de Pardos y Morenos al mando de Soler y lo hizo jefe de las operaciones. El Regimiento de Pardos y Morenos había tomado el N° 6 el 6 de enero de 1812, perteneciendo antes este número a un regimiento que participó de la expedición al Alto Perú y fue rebajado a batallón.
El 7 de abril Artigas cruzó el río Uruguay retornando a la Banda Oriental junto con el Regimiento de Pardos y Morenos destacando partidas hacia los río Cuareim, Negro y Tacuarembó. El 13 de abril se produjo el Combate de Itapebí Grande contra los portugueses, en el que participaron 400 infantes del Regimiento de Pardos y Morenos al mando de Soler. Un nuevo ataque portugués obligó a las fuerzas de Artigas a repasar el río Uruguay hacia Entre Ríos.
En abril de 1812 el Triunvirato envió a uno de sus miembros, Manuel de Sarratea, a ponerse al mando del ejército instalado en Entre Ríos, agudizándose las desavenencias con Artigas. Entre las fuerzas que Sarratea separó del campamento de Artigas a fines de 1812 se hallaba el Regimiento N° 6 de Pardos y Morenos. Cuando Sarratea se dirigió a Concepción del Uruguay, Soler permaneció por un tiempo en el Salto Chico con su regimiento. 
En septiembre de 1812 la vanguardia del ejército de Sarratea, comandada por Rondeau, cruzó el río Uruguay e inició la marcha sobre Montevideo, incluyendo al regimiento Regimiento N° 6 con 600 hombres. El 20 de octubre de 1812 el ejército patriota inició el Segundo Sitio de Montevideo. El Regimiento N° 6 participó de manera destacada en la Batalla del Cerrito el 31 de diciembre de 1812, teniendo 43 muertos y 65 heridos. Por este triunfo, el 21 de abril de 1813 Soler recibió los despachos de coronel del Regimiento N° 6 de Pardos y Morenos.
El 17 de marzo de 1814 23 soldados del regimiento comandados por el subteniente Luis Antonio Frutos, participaron en la toma de la isla Martín García. El regimiento permaneció sitiando a Montevideo hasta la caída de la plaza el 23 de mayo de 1814 a manos de Carlos María de Alvear, siendo el primero en entrar en la Ciudadela. En febrero de 1815 parte de las tropas directoriales evacuaron Montevideo, incluso los pardos y morenos, siendo Soler nombrado gobernador de esa plaza el 25 de agosto de 1814, reteniendo la jefatura del regimiento. Ejerció entre agosto de 1814 al 25 de febrero de 1815, cuando las tropas de las Provincias Unidas abandonaron Montevideo, que quedó en manos de las milicias orientales de Artigas. En Buenos Aires el regimiento quedó al mando del teniente coronel Mariano Díaz. El 5 de septiembre de 1816 el brigadier Soler fue nombrado cuartel maestre y mayor general del Ejército de los Andes.

## Segunda expedición al Alto Perú

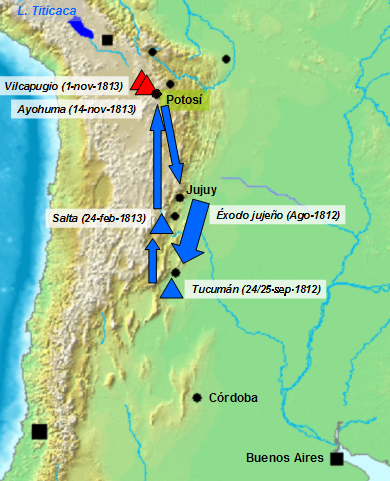
Segunda Campaña al Alto Perú (1812-1813). Los triángulos representan las batallas: azules para las victorias independentistas (Éxodo jujeño, Tucumán y Salta) y rojas para las victorias realistas (Vilcapugio y Ayohuma).

Al tomar Belgrano el mando del Ejército del Norte en abril de 1812 se hallaba en él el Cuerpo de Pardos y Morenos al mando del teniente coronel José Superí, con 305 combatientes. El 10 de diciembre de 1812 fueron recibidos refuerzos desde Buenos Aires, entre ellos 70 u 80 pardos y morenos que engrosaron el Cuerpo de Castas, pasando a ser Batallón de Castas, al mando de Superí.
El batallón participó en el Combate de las Piedras el 3 de septiembre de 1812, con 100 hombres, y en la Batalla de Tucumán el 24 de septiembre de 1812, comandando Superí una de las columnas de infantería. Participó también en la Batalla de Salta el 20 de septiembre de 1813.
Luego de la derrota de Vilcapugio del 1 de octubre de 1813, Belgrano estableció su campamento en Macha, intentando reorganizar el ejército, que incluyó 198 pardos y morenos al mando de Superí, pero fue derrotado en la Batalla de Ayohuma el 14 de noviembre de 1813, debiendo retrogradar hasta Jujuy.

## Tercera expedición al Alto Perú

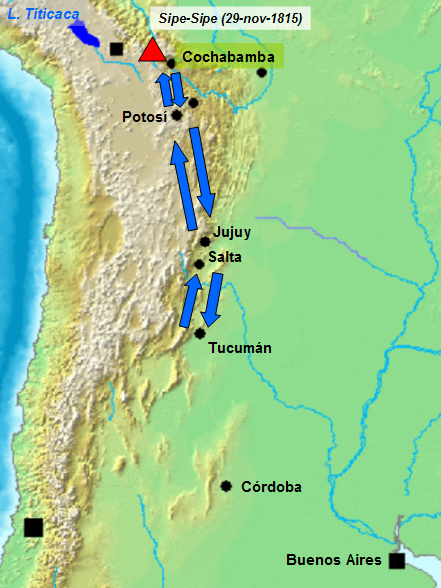
Tercera Campaña al Alto Perú (1815). El triángulo rojo representa la única batalla importante de la misma, la victoria realista en Sipe-Sipe.

El 27 de agosto de 1814 el Regimiento N° 6 (junto al N° 2 y al N° 9) fue destinado a incorporarse al Ejército Auxiliar del Perú, continuando al mando de Díaz desde el nombramiento de Soler como gobernador de Montevideo. Los dos batallones del regimiento viajaron en 8 buques desde el puerto de San Pedro, arribando a Santa Fe en la segunda semana de septiembre de 1814. El 21 de septiembre partieron de Santa Fe, pero en el camino desertaron 126 hombres, llevándose 42 fusiles. Llegaron a San Miguel de Tucumán el 21 de noviembre, disminuidos a 549 soldados y oficiales. En los primeros días de enero de 1815 el regimiento se trasladó hasta Huacalera en la quebrada de Humahuaca, a donde llegó el 16 de enero, permaneciendo hasta el 20 de marzo de 1815, cuando se dirigió a San Miguel de Chapaca. Llegando a Potosí el 18 de mayo, continuó el 15 de junio hacia Yocaya y el 16 de agosto las fuerzas quedaron en los pueblos de Leñas, Culta y Sopollo, para partir hacia Ayohuma el 17 de septiembre.
El 2 de octubre de 1815 Rondeau ordenó que el Regimiento N° 6 se dirigiera a Chayanta. El 27 de noviembre se halló en Sipe Sipe, en donde el Ejército Auxiliar fue derrotado el 29 de noviembre de 1815 en la Batalla de Viluma. El Regimiento N° 6 se hallaba en la reserva, pero se vio envuelto en la fuga de la infantería argentina luego de la derrota, quedando muchos prisioneros y muchos otros dispersos.
Los dispersos se reunieron con las demás tropas en Yotala, retrocediendo hacia Tupiza y luego hacia Huacalera en la quebrada de Humahuaca, para posteriormente continuar hasta Tucumán. El 7 de agosto de 1816, en Trancas, Rondeau fue desplazado y reemplazado por Manuel Belgrano al frente del Ejército del Norte. El ejército se estableció en la Ciudadela de Tucumán, a donde llegó el 28 de agosto. Belgrano distribuyó los restos del Regimiento N° 6 entre los regimientos N° 3 y N° 9, disolviéndolo. 